# باستیون-پی
باستیون-پی (نام گزارش ناتو SS-C-5 Stooge) یک سیستم موشکی دفاع ساحلی با قابلیت زدن اهداف متحرک متحرک، ساخت روسیه است. این سیستم همراه با یک شرکت بلاروسی از سامانهٔ ۹کا۷۲۰ اسکندر توسعه یافته است.

## نوع سامانه
سامانه موشکی "کا- ۳۰۰ پی (P-300/300P) یک سیستم دفاع ساحلی است که برای مقابله با کشتی‌ها استفاده می‌شود. این سامانه که با نام "باستین P کا ۳۰۰" هم شناخته می‌شود؛ توانایی از بین بردن انواع کشتی‌ها را دارد و برد کلی آن ۲۵۰ تا ۳۰۰ کیلومتر است.

## تاریخچه عملیاتی
در تاریخ چهارشنبه، ۱۱ اسفند ۱۳۸۹ (۲ مارس ۲۰۱۱)، گزارش شد که روسیه می‌خواهد این سیستم را در جزایر کوریل در خاور دور مستقر کند. این استقرار در سال ۲۰۱۶ انجام شد.
در یکشنبه، ۲۴ اسفند ۱۳۹۳ (۱۵ مارس ۲۰۱۵)، گزارش شد که روسیه این سیستم را در کریمه مستقر کرده است. این مجموعه موشک‌های سیلویی باید تا سال ۲۰۲۰ در سایت اوبجکت-۱۰۰ مستقر بمانند.
در سال۱۳۹۳ (۲۰۱۵) فرمانده ناوگان شمال روسیه ولادیمیر کورولف گفت که نیروهای ساحلی ناوگان شمال روسیه سامانه‌های جدید موشکی "باستیون" را برای پشتیبانی از سامانه‌های موجود اس-۴۰۰ دریافت خواهند کرد.
درسه شنبه، ۲۵ آبان ۱۳۹۵ (۱۵ نوامبر ۲۰۱۶)، روسیه اعلام کرد که سامانه‌های باستیون-پی را در سوریه مستقر کرده است، جایی که موشک‌های اونیک را به اهداف زمینی در مداخله نظامی روسیه در سوریه شلیک کرد. نرم‌افزار اصلاح شده در سیستم راهنمایی باستیون، موشکها را قادر می‌سازد تا بر روی اهداف ثابت زمینی متحرک قفل شوند و مختصات برنامه‌ریزی شده را مورد اصابت قرار دهند.

## انواع
- نوع کا۳۰۰-پی - کشنده برپاگر پرتابگر، موشک ضدکشتی، که عمدتاً در نیروهای موشکی ساحلی استفاده می‌شود.
- کا۳۰۰-اس - نسخه مبتنی بر سیلو، احتمالاً یکی از نقش‌ها در نیروهای موشکی ساحلی خواهد بود.
- باستیلون-ئی، یک نوع ساحلی دیگر.

## اپراتورها

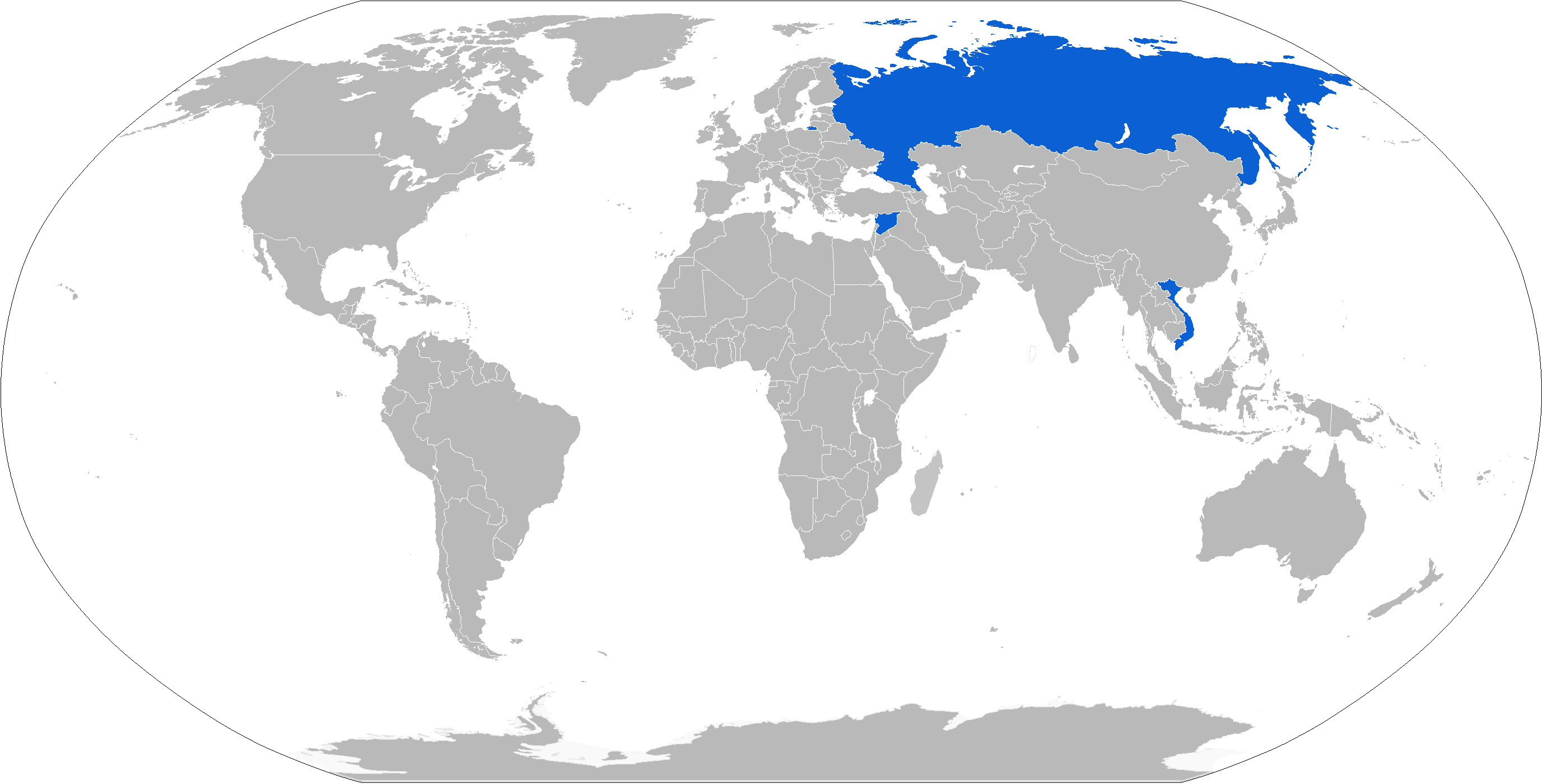
نقشه منطقه‌هایی که با اپراتورهای کا۳۰۰-پی مجهز هستندبه رنگ آبی

- روسیه
  -  نیروی دریایی روسیه و نیروهای موشکی ساحلی ۴۰ سامانه از این دست دارند.[۱۱]
- ویتنام -در اوایل سال ۲۰۱۱ دو سیستم خریداری کرد.[۱۲]
- سوریه - دو سیستم خریداری کرد.